# Dreamworld

Dreamworld öppnades den 15 december 1981 och är en nöjespark i Gold Coast, Queensland, Australien. Den är för närvarande landets största nöjespark och har 45 stycken attraktioner varav 4 är berg- och dalbanor och 2 är vattenbanor. 2006 öppnade en ny vattenpark, WhiteWater World, precis bredvid nöjesparken och ägs av samma företag som Dreamworld.